# 陈永强 (1974年)
陈永强（1974年10月3日—），出生于上海市，是中华人民共和国男子射擊運動員。他1990年开始練習射击，1994年入选上海队，2002年入选国家队，同年在2002年亚运会上奪得銅牌，曾代表中國参加了2004年夏季奥林匹克运动会，並且在男子25米手枪速射比赛中排名第六。之後又在中华人民共和国第十届运动会上夺得标准手枪速射金牌，而且在比賽過程中一度打破世界紀錄。